# Cruces (Chihuahua)
Cruces es una localidad del estado mexicano de Chihuahua, forma parte del municipio de Namiquipa y se localiza en el centro-oeste del territorio estatal.

## Localización y demografía
Cruces se encuentra localizado en las coordenadas 29°26′00″N 107°23′17″O / 29.43333, -107.38806 y a una altitud de 1,740 metros sobre el nivel del mar, junto a la población cruza el río Santa María, uno de los ríos del norte de México que forman cuencas cerradas, a unos 20 kilómetros al norte de Cruces el río Santa María es represado por la Presa Francisco Villa, popularmente conocida con El Tintero. La población se encuentra a una distancia aproximada de 30 kilómetros al norte de la cabecera municipal, Namiquipa, con la que se comunica por una carretera secundaria, Cruces es una de las principales localidades de Namiquipa, municipio caracterizado por contanto por varias localidades de población significativa además de la cabecera municipal, como la propia Cruces además de El Terrero, Óscar Soto Maynez y Santa Clara.
De acuerdo a los resultados del Censo de Población y Vivienda de 2010, Cruces tiene una población total de 1 206 habitantes, de los cuales 625 son hombres y 581 mujeres.

## Personajes reconocidos
- Constancio Miranda Weckmann, Arzobispo de Chihuahua desde 2009.